# Проценко Діна Йосипівна
Діна (Домнікія) Йосипівна Проценко (21 січня 1926, місто Херсон, тепер Херсонської області — 30 липня 2006, місто Херсон) — український радянський діяч, голова Херсонського облвиконкому. Член ЦК КПУ в 1971—1990 р. Депутат Верховної Ради УРСР 8—11-го скликань.

## Біографія
Закінчила бухгалтерські курси. З 1946 року — бухгалтер Будинку колгоспника у місті Херсоні.
У 1950 році закінчила зооветеринарний факультет Херсонського сільськогосподарського інституту імені Цюрупи.
У 1950—1955 роках — головний зоотехнік радгоспу «Радянська земля» Білозерського району Херсонської області.
Член КПРС з 1953 року.
У 1955—1956 роках — директор радгоспу «Інгулець» Херсонської області.
У 1956—1960 роках — інструктор сільськогосподарського відділу Херсонського обласного комітету КПУ. У 1960—1968 роках — завідувач сільськогосподарського відділу Херсонського обласного комітету КПУ.
У 1968 — березні 1969 року — 1-й заступник голови виконавчого комітету Херсонської обласної ради депутатів трудящих.
У березні 1969 — квітні 1978 року — голова виконавчого комітету Херсонської обласної ради депутатів трудящих.
11 квітня 1978 — 3 листопада 1988 року — голова Державного комітету УРСР з охорони природи.
У 1989—1991 роках — помічник народного депутата СРСР В. С. Шевченко.
У 1993—1996 роках — референт Союзу жінок України. У 1996—2002 роках — відповідальний секретар Союзу жінок України, голова Комітету ветеранів праці Організації ветеранів України.

## Нагороди
- орден Жовтневої революції
- два ордени Трудового Червоного Прапора
- орден Дружби народів
- два ордени Знак Пошани
- орден княгині Ольги III та II ступенів[1][2]
- медалі
- Почесна грамота Президії Верховної Ради Української РСР (20.01.1986)
- заслужений зоотехнік Української РСР (11.10.1968)
- почесний громадянин міста Херсона (1994)